# Sandy Brown
Alex 'Sandy' Brown (24 de marzo de 1939 - 8 de abril de 2014), fue más conocido como un jugador de Everton, donde jugó desde 1963 hasta 1971.

## Carrera
Firmó desde Partick Thistle de £ 38.000 en septiembre de 1963. Brown había representado a la Liga de Escocia a principios de ese mes. Fue un hombre duro atlético que juó en varias posiciones. Harry Catterick vio su capacidad para leer el juego y lo colocó frente a la defensa de cuatro, cuando fue necesario. Contra West Ham fue enviado a interceptar a través del balón hacia Hurst y Peters.
Fue más eficaz como zaguero de superposición pero también jugó como atacante de emergencia y anotó contra el Real Zaragoza en un partido europeo durante la temporada 1966/67. De hecho, él jugó en todas las posiciones durante su carrera en el Everton, incluyendo de portero contra el Newcastle United, después de que Gordon West fue expulsado. Jugó cuatro partidos en el camino del Everton a la final de la Copa FA 1966 pero no jugó en Wembley y quedó fuera de una medalla de campeón. Alcanzó la plata, sin embargo, logró obtener una medalla de la Liga de Campeones de la temporada 1969/70 con el Everton.